# Petteravan
Petteravan är en sjö i Bergs kommun i Härjedalen och ingår i Ljungans huvudavrinningsområde. Sjön har en area på 0,127 kvadratkilometer och ligger 560,2 meter över havet. Sjön avvattnas av vattendraget Rövran.

## Delavrinningsområde
Petteravan ingår i det delavrinningsområde (697592-137396) som SMHI kallar för Utloppet av Petteravan. Medelhöjden är 620 meter över havet och ytan är 1,88 kvadratkilometer. Räknas de 31 avrinningsområdena uppströms in blir den ackumulerade arean 204,43 kvadratkilometer. Rövran som avvattnar avrinningsområdet har biflödesordning 2, vilket innebär att vattnet flödar genom totalt 2 vattendrag innan det når havet efter 301 kilometer. Avrinningsområdet består mestadels av skog (85 procent). Avrinningsområdet har 0,13 kvadratkilometer vattenytor vilket ger det en sjöprocent på 6,7 procent.